# Vorrei parlar d'amore ma mi viene da ridere
Vorrei parlar d'amore ma mi viene da ridere è l'album di debutto del cantautore italiano Lorenzo Zecchino, pubblicato dall'etichetta discografica Cinevox nel 1992.
I testi e le musiche sono dello stesso Zecchino.
L'album è prodotto ed arrangiato da Vince Tempera.
Edizioni musicali Gale Italiana.

## Tracce
1. Che ne sai della notte
2. Colpa del caffè
3. A volte sì, a volte no
4. Amore apparente
5. Istituto "G. Bruno": III C
6. Amore in bagno
7. Genoveffa si sposerà
8. Adelina
9. La cosa più dolce che c'è
10. Se cerchi un amico